# デアセトキシセファロスポリンCヒドロキシラーゼ
デアセトキシセファロスポリンCヒドロキシラーゼ（deacetoxycephalosporin-C hydroxylase）は、次の化学反応を触媒する酸化還元酵素である。
デアセトキシセファロスポリンC + 2-オキソグルタル酸 + O2 {\displaystyle \rightleftharpoons } デアセチルセファロスポリンC + コハク酸 + CO2
反応式の通り、この酵素の基質はデアセトキシセファロスポリンCと2-オキソグルタル酸とO2、生成物はデアセチルセファロスポリンCとコハク酸とCO2である。
組織名はdeacetoxycephalosporin-C,2-oxoglutarate:oxygen oxidoreductase (3-hydroxylating)で、別名にdeacetylcephalosporin C synthase、3'-methylcephem hydroxylase、DACS、DAOC hydroxylase、deacetoxycephalosporin C hydroxylaseがある。